# Louco Amor (telenovela brasileira)
Louco Amor é uma telenovela brasileira produzida e exibida pela TV Globo de 11 de abril a 21 de outubro de 1983, em 167 capítulos. Substituiu Sol de Verão e foi substituída por Champagne, sendo a 30ª "novela das oito" exibida pela emissora.
Escrita por Gilberto Braga com a colaboração de Leonor Bassères, teve direção de Wolf Maya, Ary Coslov e José Wilker, com direção geral de Paulo Ubiratan.
Contou com Bruna Lombardi, Fábio Júnior, Tereza Rachel, Antônio Fagundes, Christiane Torloni, Carlos Alberto Riccelli, Reginaldo Faria e Glória Pires nos papéis principais.

## Enredo
O ano é 1977. A jovem e rica Patrícia Dumont (Bruna Lombardi) é apaixonada por Luís Carlos (Fábio Jr.), filho de Isolda (Nicette Bruno), cozinheira da família Dumont. Mãe e filho sempre moraram como funcionários na mansão do embaixador André (Mauro Mendonça) e sua esposa, Renata Dumont (Tereza Rachel), os pais de Patrícia. Um segredo do passado prende Isolda àquela casa e à sra. Dumont. No aniversário da moça, Luís Carlos é proibido de entrar no salão por Renata, que somente permite que ele guarde os carros e não se esqueça de sua condição social inferior. Com essa situação de injustiça, nasce a raiva e a fúria que irá modificar inteiramente o relacionamento entre eles: Luís Carlos solta os cães, que invadem o salão e atacam André, o qual fica coxo em consequência dessa investida. Para impedir a união de Luís Carlos e Patrícia, Renata manda a filha para a Europa.
Seis anos depois, Luís Carlos fica sabendo que Patrícia vai voltar ao país. A partir daí, iniciam-se a história e o confronto entre dois mundos bastante diferentes. Patrícia retorna com um filho, João (Eduardo de Michillis), e é obrigada pela mãe a esconder a paternidade da criança. Enquanto isso, Luís Carlos se apaixona por Cláudia (Glória Pires), antiga colega de faculdade, moça pobre e batalhadora, porém ambiciosa, e que se envolve por interesse com Lipe (Lauro Corona), filho dos Dumont e muito amigo de Luís Carlos. Mas Renata continua a lutar contra a união de sua família com pessoas de classe social inferior, e fará de tudo para impedir essa união, como já acontecera com sua filha.
Contudo, o alvo de Renata é também o seu velho cunhado Edgar (José Lewgoy), com seu bordão "E-E-E eu não sei?!", que se apaixonou pela simplória manicure Gisela (Lady Francisco), a qual ele chama de Gisele. Contra as injustiças de Renata Dumont está Muriel (Tônia Carrero), amiga da família, uma mulher casada com um homem mais jovem, Guilherme (Reginaldo Faria), o proprietário da revista Stampa.
O segredo do passado de Renata Dumont, cujo verdadeiro nome é Agetilde Rocha,  é ser filha do mordomo da mansão, Agenor Rocha (Mário Lago), e a responsável pela morte do irmão do Dr. Edgar (José Lewgoy) . 
Um outro segredo também é revelado quando Márcio (Carlos Alberto Riccelli), morre após a explosão da lancha que iria pilotar. Isolda irá revelar que é a verdadeira mãe de Márcio e que ele e Luís Carlos foram trocados na maternidade, sendo portanto Renata a mãe biológica de Luís Carlos.

## Elenco
| Interprete               | Personagem                     |
| ------------------------ | ------------------------------ |
| Fábio Junior             | Luís Carlos Becker             |
| Glória Pires             | Cláudia                        |
| Bruna Lombardi           | Patrícia Dumont                |
| Tereza Rachel            | Renata Dumont / Agetilde Rocha |
| Tônia Carrero            | Muriel                         |
| Reginaldo Faria          | Guilherme                      |
| José Lewgoy              | Edgar Dumont                   |
| Lady Francisco           | Gisela Dumont                  |
| Antônio Fagundes         | Jorge Augusto                  |
| Carlos Alberto Riccelli  | Márcio Rocha                   |
| Lauro Corona             | Felipe Rocha Dumont (Lipe)     |
| Beth Goulart             | Carla (Carlinha)               |
| Fernando Torres          | Alfredo                        |
| Christiane Torloni       | Lúcia                          |
| Arlete Salles            | Isadora (Isa)                  |
| Mário Lago               | Agenor Rocha                   |
| Nicette Bruno            | Isolda Becker                  |
| Carlos Eduardo Dolabella | Fernando Lins                  |
| Rosita Thomaz Lopes      | Fernanda (Nanda)               |
| Milton Moraes            | Sérgio                         |
| Yolanda Cardoso          | Alda Maria                     |
| Bia Seidl                | Luciana                        |
| Chica Xavier             | Denise                         |
| Clementino Kelé          | Gonçalo                        |
| Cláudia Costa            | Mônica                         |
| Rosane Gofman            | Estela (Estelinha)             |
| Otávio Augusto           | Rodolfo                        |
| Lourdes Mayer            | Raquel                         |
| Ilka Soares              | Márcia Acácio                  |
| Luciano Sabino           | Eduardo (Dudu)                 |
| José Leonardo            | Marcos Lins (Marquinhos)       |
| Eduardo di Micheli       | João Dumont Becker             |

### Participações especiais
- Mauro Mendonça - Embaixador André Dumont
- Armando Bógus - Sampaio
- Joana Fomm - Laura Dumont
- Neuza Amaral - Margarida Lins
- Roberto de Cleto - Tomás Lins
- Lídia Mattos - Dirce
- Zeni Pereira - Josefa (Zefa)
- Francisco Milani - Vicente
- Maurício do Valle - Rubens (Rubinho)
- Stepan Nercessian - Pedro
- Thelma Reston - Berta
- Beatriz Segall - Lourdes Mesquita
- Edson Celulari - Marcelo Paiva
- Márcia Rodrigues - Nilda
- Desirée Vignolli - Maria Luíza
- Paulo Pinheiro - Dr. Marcos Cardoso
- Hemílcio Fróes - Dr. Mário Noronha
- Gilberto Martinho - Dr. Silvio Acácio
- Francisco Nagem
- Adelaide Conceição - Débora
- Glória Alves - Daniela
- Telmo Faria - Walter
- Paula Bokel - Nely

## Produção
Louco Amor teve suas gravações iniciadas às pressas, pois sua antecessora no horário nobre da TV Globo, Sol de Verão, de autoria de Manoel Carlos, teve seu final antecipado devido à morte do ator Jardel Filho, protagonista da referida trama, em 19 de fevereiro de 1983. Como a obra de Gilberto Braga não ficou pronta em tempo hábil para a estreia, a emissora carioca exibiu um compacto de O Casarão, exibida originalmente em 1976, em 18 capítulos.
Os singles "We've Got Tonight" e "Shame On The Moon" voltaram a ter sucesso graças à exibição da novela.
Gilberto Braga declarou, em entrevista, que Louco Amor é sua pior novela.
Na época da exibição, o Ministério da Justiça classificou a novela para maiores de 12 anos. Mas, a partir do dia 30 de junho de 1983, a trama foi reclassificada para maiores de 14 anos, por excesso de cenas de violência (inclusive doméstica e familiar) e insinuações de sexo. Assim, a novela passou a ser exibida diariamente às 21h, o que encurtou os capítulos, principalmente às quartas, quando a Globo exibia (como ainda as exibe) as partidas do Campeonato Brasileiro de Futebol.
Louco Amor, fora do Brasil, foi exibida na Argentina, Bolívia, Chile, Colômbia, Espanha, Estados Unidos, Honduras, Itália, Macau, Panamá, Paraguai, Peru, Porto Rico, República Dominicana, Turquia, Uruguai e Venezuela. Em Portugal, foi exibida na RTP 1 entre 08/07/1985 e 03/03/1986. 

## Música
Nacional
1. ''Só de Você'' - Rita Lee (tema de Muriel e Guilherme)[5]
2. ''Vendaval da Vida'' - Alcione
3. ''Reencontro" - Márcio Greyck (tema de Luís Carlos e Patrícia)
4. "Dom de Iludir" - Gal Costa (tema de Patrícia e tema de Renata)
5. "Grafitti" - Guilherme Arantes (tema de Patrícia)
6. "Seres Humanos" - Fábio Jr. (tema de Luís Carlos)
7. "Nosso Louco Amor" - Gang 90 & Absurdettes (tema de abertura)
8. "Você Me Acende" - Barão Vermelho (tema de Cláudia)
9. "Aranha Cor-de-rosa" - Naila Skorpio (tema de Carlinha)
10. "Aquarela do Brasil" - César Camargo Mariano (tema de locação: Rio de Janeiro)
11. "Demais" - Ângela Rô Rô
12. "Tem Que Provar" - Lauro Corona (tema de Lipe)
13. "Folhas Secas" - Elis Regina (tema de Alfredo)
14. "Eu Te Amo" - Chico Buarque (tema de Lúcia e Jorge Augusto)

### Internacional
1. "We've Got Tonight" - Kenny Rogers and Sheena Easton (tema de Luís Carlos e Patrícia)
2. "Really Saying Something" - Bananarama (tema de locação: Rio de Janeiro)
3. "Shame On The Moon" - Bob Seger & The Silver Bullet Band (tema de Lipe e Carlinha)
4. "Long Train Running" - Traks
5. "The Shadow Of Your Smile" - Jon Lucien (tema de Lúcia e Jorge Augusto)
6. "Just Can't Get Enough" - Depeche Mode (tema de locação: Rio de Janeiro)
7. "Let's Funk Tonight" - Blue Feather
8. "Ich schau Dich an (Peep Peep)" - Spider Murphy Gang (tema de Edgard e Gisela)
9. "I Know There's Something Going On" - Anni-Frid Lyngstad
10. "Candy Girl" - New Edition
11. "Can't Help Falling In Love" - Cameo (tema de Luís Carlos e Cláudia)
12. "Angel Man" - Retha Ruges
13. "Electric Avenue" - Eddy Grant
14. "Baby Come On" - James Othis White Jr.

## Versão Mexicana
Em 2010 o canal televisivo mexicano TV Azteca, produziu a telenovela Entre el Amor y el Deseo, que e uma adaptação da telenovela brasileira.